# Bengranat
El bengranat, teucri de botina o betònica, binomi científic Theucrium botrys és una planta de la família Lamiaceae semblant a la Teucrium chamaedrys.
És una planta de fulles amples sempre verdes que ateny fins a seixanta centímetres d'altura. Quan es freguen les seves fulles, impregnen amb una forta olor que recorda l'all. Les flors són labiades de color rosa lavanda o rosat púrpura. Floreixen de maig a juliol. Les llavors maduren d'agost a setembre.
Antany era una planta medicinal molt popular, és emprada encara en decocció en el tractament d’úlceres.